# Otomys typus
Otomys typus és una espècie de mamífer rosegador de la família dels múrids. Viu a altituds d'entre 1.800 i 4.100 msnm a Etiòpia, Kenya, Malawi, Tanzània i Uganda. Els seus hàbitats naturals són els herbassars mèsics i montans, així com les landes alpines. Està amenaçat pel sobrepasturatge, els incendis provocats, el creixement de les infraestructures turístiques i la conversió del seu medi per a usos agrícoles.